# 默德拉什鄉 (穆列什縣)
46°36′0″N 24°26′0″E / 46.60000°N 24.43333°E
默德拉什鄉（羅馬尼亞語：Comuna Mădăraș, Mureș），是羅馬尼亞的鄉份，位於該國中部，由穆列什縣負責管轄，面積12平方公里，海拔高度331米，2007年人口1,265，人口密度每平方公里102人。